# Yitshak Ehrenberg
Chaim Yitshak Ehrenberg (ur. 10 lutego 1950 w Jerozolimie, Izrael) – ultraortodoksyjny rabin aktywny przede wszystkim na terenie Niemiec, w tym niegdyś w Monachium, a obecnie w Berlinie.

## Życiorys
Ehrenberg jest potomkiem rodziny chasydów, która od siedmiu pokoleń mieszka na terytorium Izraela. W wieku 5 lat wraz z całą rodziną przeprowadził się z Jaffy do Bene Berak. Po bar micwie pobierał nauki w jesziwie Hasharon, a w wieku 16 lat dołączył do jesziwy Harey Yehuda w moszawie Bet Meir. W 1975 r. po pięcioletnim programie studiów i działalności nauczycielskiej w centrum talmudycznym w Aszkelonie, Ehrenberg został mianowany rabinem przez nadrabina nazwiskiem Yosef Chaim Blau.
W 1983 r. przeprowadził się do Wiednia, gdzie był aktywny jako rabin w gminie żydowskiej Misrachi. W 1989 r. wraz z rodziną przeniósł się do Niemiec, gdzie został rabinem gminy żydowskiej Israelitische Kultusgemeinde München und Oberbayern, drugiej co do wielkości gminy żydowskiej w całych Niemczech. Od 1997 do 2016 r. Ehrenberg był rabinem gminy żydowskiej Einheitsgemeinde w Berlinie oraz odpowiedzialnym za aszkenazyjsko-ortodoksyjną synagogę przy Joachimsthaler Straße. Od marca 2017 r. jest tam aktywny wyłącznie honorowo.
Ehrenberg jest członkiem komisji stałej w Europejskiej Konferencji Rabinów. W 2003 r. Ehrenberg został współzałożycielem Konferencji Rabinów Ortodoksyjnych (niem. Orthodoxe Rabbinerkonferenz Deutschland, ORD), a w latach 2003–2010 także jej przewodniczący.
Jego żona Nechama Ehrenberg, którą poślubił w 1970 r., jest córką rabina nazwiskiem Zwi Kahana (1922–1996).